# Jean-Hippolyte Esquirou de Parieu
Jean-Hippolyte Esquirou de Parieu (11 novembre 1791, Aurillac - 23 février 1876, Aurillac), est un homme politique français.

## Biographie
Maire d'Aurillac depuis la Restauration, et conseiller d'arrondissement, il est élu, le 29 février 1852, avec l'appui officiel du gouvernement, député de la 1re circonscription du Cantal au Corps législatif, par 18 587 voix (19 144 votants sur 30 357 inscrits), contre 343 à Murat-Sistrières, l'ancien représentant.
Il siège dans la majorité, vote l'établissement de l'Empire, et appartint jusqu'en 1869 à la droite dynastique, ayant été réélu successivement : le 22 juin 1857, par 20 199 voix (20 278 votants sur 30 825 inscrits), et le 1er juin 1863, par 12 894 voix (22 481 votants sur 31 718 inscrits). Lors des élections du 24 mai 1869, M. de Parieu obtient, au premier tour de scrutin, 10 374 voix contre 10 159 à M. Bastid, et 3 250 à M. Cabanes. Au second tour, il se retire, avec 494 voix contre 19 017 à l'élu de l'opposition, M. Bastid.
Il est le père de Félix Esquirou de Parieu. Ils sont inhumés dans la chapelle familiale du cimetière Massigoux d'Aurillac.

## Sources
- « Jean-Hippolyte Esquirou de Parieu », dans Adolphe Robert et Gaston Cougny, Dictionnaire des parlementaires français, Edgar Bourloton, 1889-1891 [détail de l’édition]